# Fátima
Fátima (/ˈfatimɐ/) là thành phố ở Bồ Đào Nha, thuộc khu tự quản Ourém, quận Santarém, phân vùng "Medio Tejo", vùng Trung Bồ Đào Nha, cách 187 km (116 mi) về phía nam Porto và cách 123 km (76 mi) về phía bắc Lisboa. Thành phố có 7.756 cư dân. Ngày nay Fátima trở thành nơi hành hương lớn thứ tư của người Công giáo khắp thế giới (sau Đức Mẹ Guadalupe ở México, Thành Vatican và Đức Mẹ Lộ Đức (Pháp). Hàng năm có khoảng trên 4 triệu lượt người đã tới thăm Fatima.

## Tên gọi
Trước đây Fátima chỉ là 1 thôn nhỏ. Tên thôn phát sinh từ tiếng Ả Rập. Một truyền thuyết kể rằng 1 công chúa người Hồi giáo tên là Fátima (Fāţimah,  فاطمة ), đã cải sang đạo Công giáo khi kết hôn với bá tước Ourém năm 1158, trong thời kỳ lực lượng Kitô giáo chiếm xứ này.

## Đức Mẹ hiện ra
Có 3 trẻ em ở thôn Fátima là Lúcia (sinh 22.3.1907), em họ là Francisco Marto (11.6.1908) và em gái của Francisco là Jacinta Marto (11.10.1910) thường đi chăn cừu ở cánh đồng Cova da Ira, cách Fátima chừng 2 km. Các em cho biết là ngày 13.5.1917 các em đã gặp 1 phụ nữ lạ rất đẹp xuất hiện, tự xưng là Đức Mẹ Mân Côi. Bà này yêu cầu các em hãy đọc kinh Mân Côi và loan truyền cho các người khác cùng đọc kinh này, để cầu nguyện cho thế giới được hòa bình. Từ đó, bà này đã xuất hiện với 3 em liên tiếp 5 lần nữa vào các ngày 13 từ tháng 6 tới tháng 10 cùng năm (tổng cộng 6 lần) và tiết lộ cho các em 3 điều bí mật, gọi là "bí mật Fátima". Vào ngày 13 tháng 10 cùng năm, nhiều người đã nhìn thấy một hiện tượng kì bí khi các em nhỏ dang cầu nguyện: Mặt trời xuống thấp, quay tròn liên tục. Nó xuống thấp dần như muốn đâm vào Trái đất. Mặt đất khi đó đang ẩm ướt vì mưa cả ngày bỗng trở nên khô ráo. Nhiều nhân chứng nghĩ rằng, phải chăng Trái đất sắp Tận thế. Tuy nhiên, mọi thứ chỉ diễn ra khoảng 10 phút và trở về bình thường ngay sau đó.
«Không một người công giáo nào bị buộc phải tin vào việc Đức Mẹ hiện ra này; tuy nhiên không thể chối cãi là việc Đức Mẹ hiện ra ở Fátima và 3 "bí mật" (mà Đức Mẹ cho biết) đã vạch ra một bản đồ lộ trình cho con đường bấp bênh của thế kỷ 20» .

## Vương cung thánh đường Fátima
Ngày 28.4.1919 người ta đã xây 1 nhà nguyện nhỏ tại nơi Đức Mẹ hiện ra. Nhà nguyện đó được xây bằng đá và vôi, lợp ngói, dài 3,30 m, rộng 2,80 m, cao 2,85 m. Năm 1921, giám mục mới cai quản giáo phận Leiria cho phép việc tôn sùng Đức Mẹ Fátima, và năm 1930 - sau 7 năm điều tra - giám mục này đã công nhận chính thức việc Đức Mẹ hiện ra ở Fátima.
Từ năm 1928 người ta khởi công xây Vương cung thánh đường tại Fátima và hoàn tất năm 1931. Thánh đường này theo lối kiến trúc tân cổ điển, dài 70,50 m, rộng 37 m. Bên trong có 15 bàn thờ dâng kính 15 mầu nhiệm Mân Côi. Phía bên trái trong nhà thờ là 2 ngôi mộ của Jacinta Marto (chết 1920) và Lúcia (chết năm 2005), bên phải là mộ của Francisco Marto (chết 1919).
Bên cạnh cuối thánh đường là các dãy cột có mái che nối với tu viện 1 bên và bệnh viện 1 bên. Nếu tính cả các tòa nhà này thì khu thánh đường có diện tích là 86.400 m², chứa được khoảng 300.000 người.

## Kinh tế
Ngày nay phần lớn dân thành phố sống bằng nghề kinh doanh du lịch. Thành phố có rất nhiều khách sạn, tiệm ăn, tiệm bán hàng lưu niệm tôn giáo cùng các dịch vụ khác, phục vụ cho khoảng trên 4 triệu du khách tới đây hàng năm.

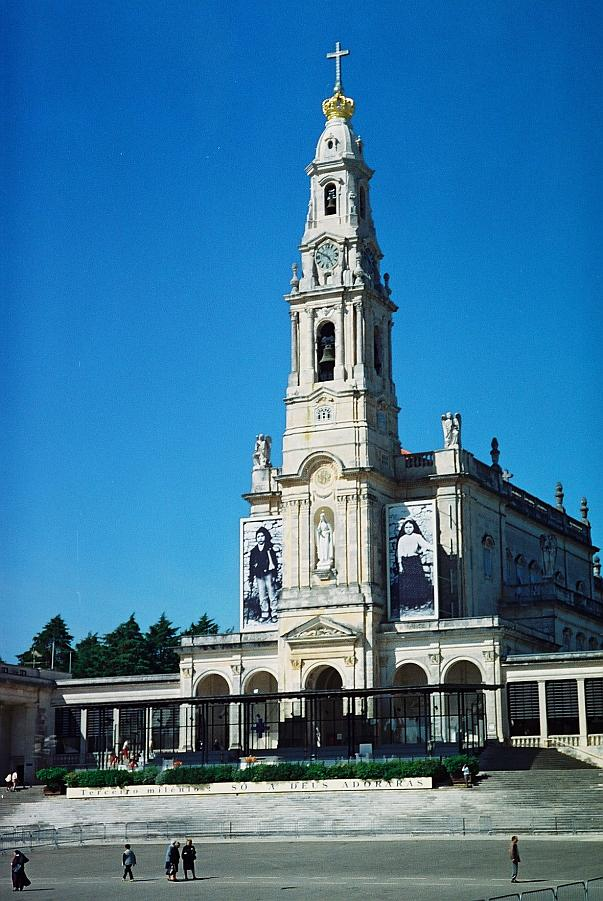
Vương cung thánh đường Fátima
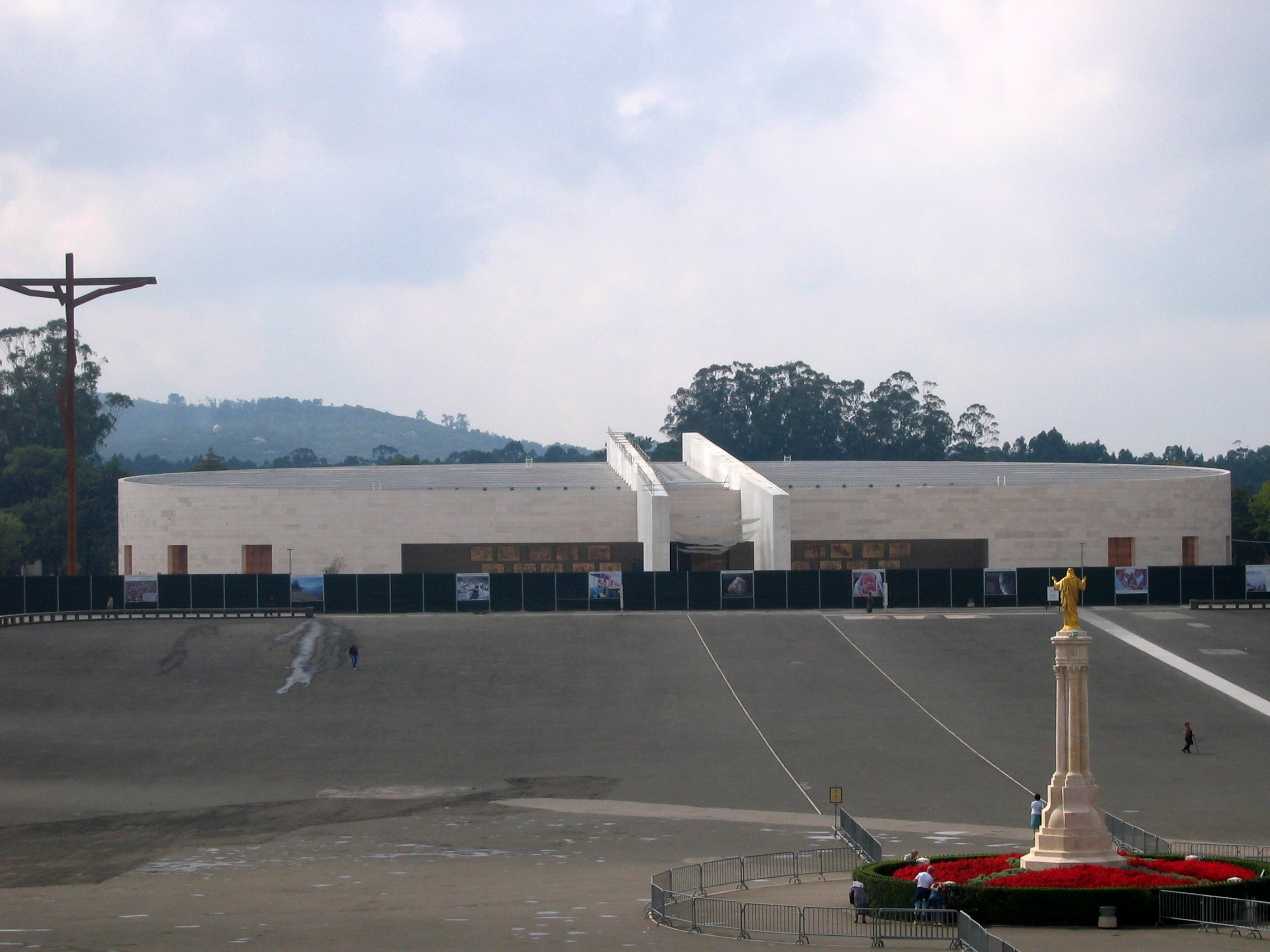
Tiểu vương cung thánh đường Chúa Ba Ngôi, đối diện Vương cung thánh đường Fatima, nhà thờ Công giáo lớn thứ 4 trên thế giới